# Сто дней Рузвельта

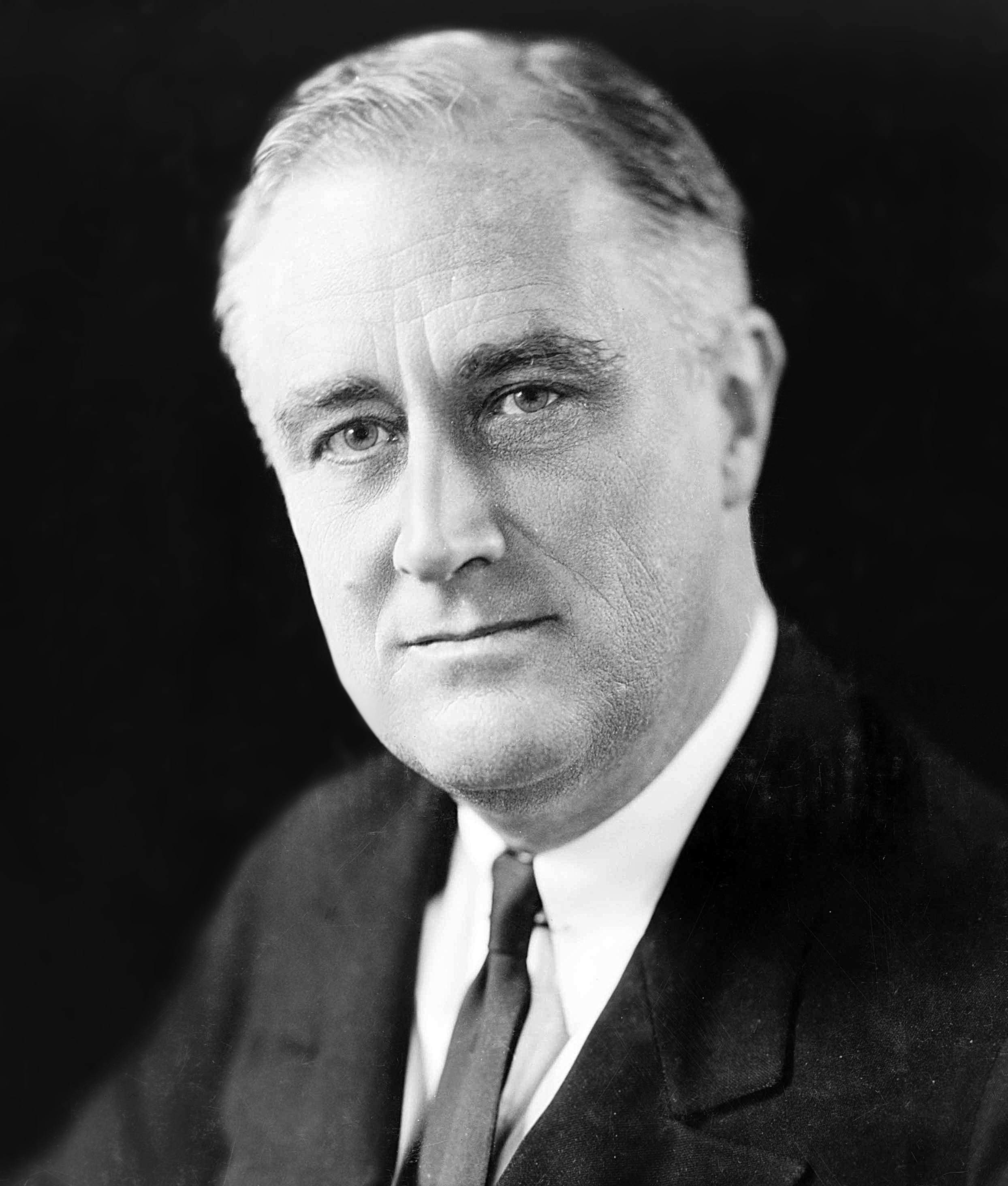
Франклин Рузвельт в 1933 году

Первые 100 дней президентства Рузвельта начались 4 марта 1933 года, в день инаугурации Франклина Рузвельта в качестве 32-го президента США. В течение данного периода он представил Конгрессу целый ряд инициатив, направленных на противодействие Великой депрессии — ещё в своей инаугурационной речи президент обозначил свое намерение действовать с беспрецедентной скоростью для решения проблем, стоявших перед страной. Период «всплеска законодательной активности», в рамках которого было принято 13 новых законов, занял около трёх месяцев.
Термин «первые 100 дней» был введён в оборот президентом во время радиообращения от 24 июля 1933 года. Впоследствии термин приобрёл и символическое значение — как период «эталонных» успехов первых инициатив президента.

## Предыстория: Меморандум Берли
Конец 1932 года отличался высокой волатильностью на финансовых и товарных рынках: было неясно, с какой именно ситуацией в экономике США предстояло столкнуться Рузвельту при вступлении в должность. 10 ноября 1932 года его помощник Адольф Берли составил «предварительную законодательную программу» (меморандум) для деятельности новой администрации, в которой предупреждал, что «к 4 марта следующего года у нас может быть что угодно: от экономического роста до революции. Вероятны оба сценария». Беркли добавлял, что сам он полагал, что «экономическая ситуация может очень сильно измениться к худшему». Центральной задачей Нового курса, как указывал Берли, должна была стать (i) либо социальная реформа — при восстановлении экономики, (ii) либо политическая стабилизация в распадающемся американском обществе, (iii) либо, «скорее всего и наиболее срочно», само восстановление экономики США. В дальнейшем, все три цели — социальная реформа, политическая перестройка и восстановление экономики — протекали совместно и, зачастую, противоречиво на протяжении всей истории Нового курса. В частности, восстановление американской экономики будет оставаться недосягаемой целью на протяжении последующих восьми лет.
Если в начале 1933 года у Рузвельта и был план по восстановлению экономики, трудно было отличить его меры от тех, что уже начал реализовывать Гувер: в частности, программы помощи сельскому хозяйству, содействию промышленной кооперации, меры поддержки банков и сбалансирования бюджета к 1933 году уже действовали в США (см. Вторая программа Гувера). Последний пункт, однако, вызывал сомнения: хотя в ходе избирательной кампании Рузвельт осудил бюджетный дефицит Гувера, искренность приверженности Рузвельта «фискальной дисциплине», ортодоксальному представлению того времени, вызывала сомнения у исследователей.
Сам Гувер был обеспокоен тем, что склонный к экспериментам Рузвельт, повторит опыт Германии, где гиперинфляция наблюдалась с 1923 года. Многие члены Демпартии в те годы были сторонниками стимулирования инфляции: они получали поддержку от избирателей Юга и Запада США, обременённых многолетними долгами. Подобные подозрения в отношении новоизбранного лидера имели и практические последствия. Во многом из-за них сенатор от Вирджинии Картер Гласс — автор Закона о Федеральной резервной системе от 1914 года и ведущий эксперт по американской банковской системе того времени — отказался от предложенного ему Рузвельтом поста секретаря казначейства.

## История

### Инаугурация и банковская паника. «Чрезвычайный закон о банках» (EBA)
Инаугурации президента, прошедшей 4 марта, предшествовала очередная банковская паника: 14 февраля губернатор Мичигана объявил восьмидневные банковские «каникулы», чтобы защитить кредитные учреждения штата от нового обвала. Столь решительные действия вызвали реакцию по всей стране. Публичные опасения по поводу банковской системы — и «разочарование» в отношении банкиров — были усилены новыми сведениями, исходившими из зала заседаний банковского и валютного комитета Сената, где советник Фердинанд Пекора буквально ежедневно извлекал на свет всё новые скандальные подробности неправомерных действий, фаворитизма, коррупции и неуплаты налогов со стороны финансистов Уолл-Стрит. Конгресс еще больше подорвал доверие к банкам, опубликовав названия кредитных учреждений, получавших ссуды от Корпорации финансирования реконструкции (RFC) — данный список был воспринят как официальный перечень наиболее шатких американских банков.

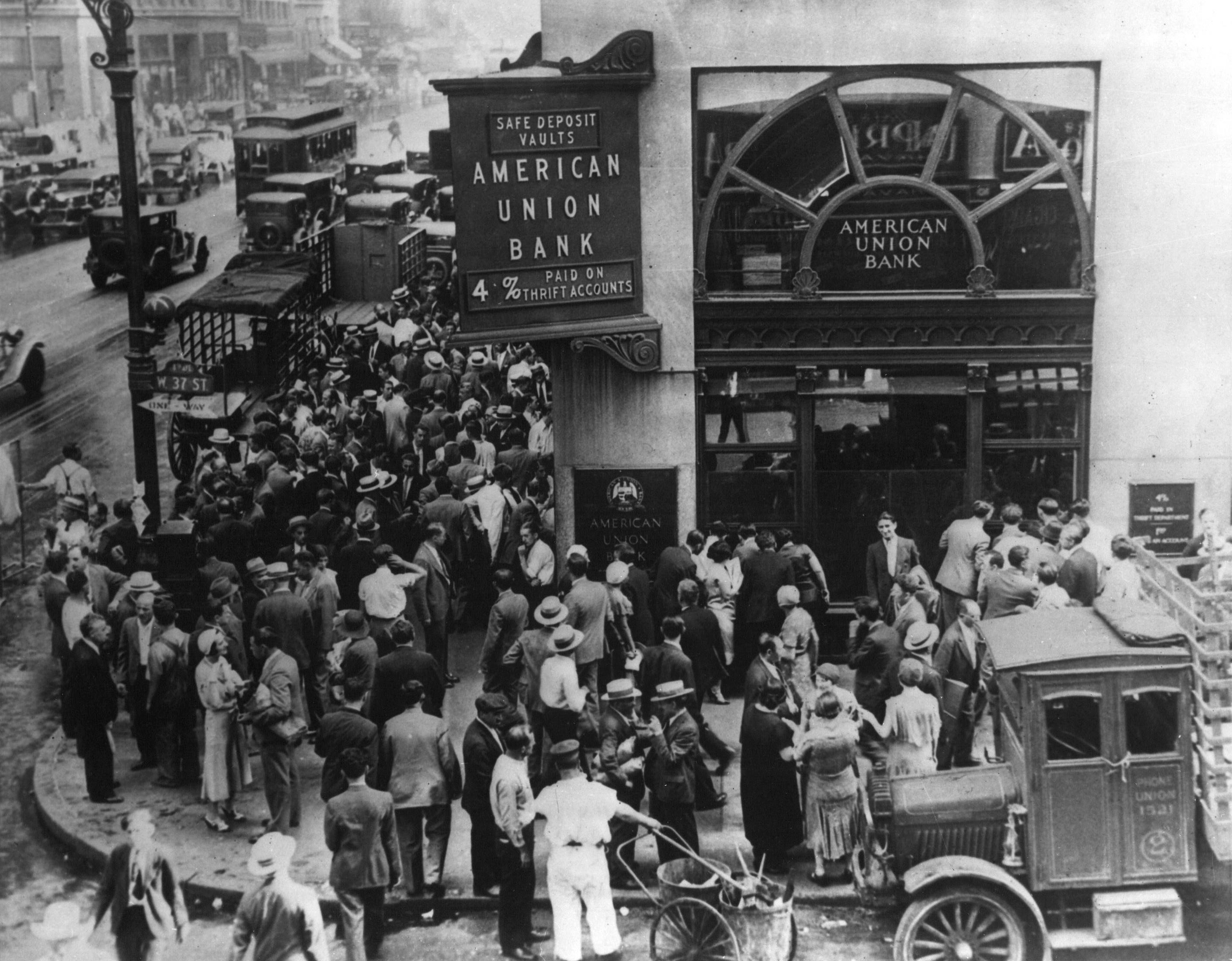
Толпа вкладчиков перед нью-йоркским отделением банка «American Union Bank» (ок. 1931)

После трехлетней депрессии — и более чем 5 тысяч банковских банкротств — американцы спешно устремились к своим банкам, перед которыми начали выстраиваться очереди за вкладами в долларах и золоте. Остатки своих сбережений простые граждане стали хранить, буквально, под матрацем или в кофейных банках, закопанных на заднем дворе своих домов. Более состоятельные американцы выводили золото из страны; цены на акции снова упали. 24 февраля, по распоряжению правительства штата, банки Мэриленда были закрыты на три дня; аналогичные закрытия последовали в Кентукки, Теннесси и Калифорнии; затем закрылись банки 32 штатов. В день инаугурации Рузвельта Нью-Йоркская фондовая биржа и Чикагская торговая палата приостановили свои торги. В тех штатах, где кредитные учреждения формально продолжили работать, вкладчики были ограничены в изъятием своих денег: им разрешалось забрать не более 5 %, а в Техасе — не более десяти долларов в день.
Рузвельт начал свой первый день в должности действующего президента с краткого посещения богослужения. В своём инаугурационном выступлении, он заявил, что «единственное, чего мы должны бояться — это самого страха», одновременно отметив, что «менялы (англ. money changers) сбежали со своих высоких мест в храме нашей цивилизации». Ключевой задачей для себя Рузвельт поставил трудоустройство американцев, упомянув «прямой рекрутинг со стороны правительства» как возможное средство. Он также использовал и понятие «равновесие» (баланс) в отношении сельскохозяйственного и промышленного секторов, одновременно подчеркнув первостепенность внутренних проблем США над международными делами. В той же речи Рузвельт объявил о созыве специальной сессии Конгресса, заявив при этом что, если Конгресс не будет действовать, то он «попросит у Конгресса единственный оставшийся инструмент для разрешения кризиса» — передачи ему чрезвычайной власти, то есть военных полномочий. Кроме того, проект президентской речи от 5 марта 1933 года содержал пункт о призыве на службу армии из ветеранов Первой мировой войны — то есть отдельной вооружённой силы неподконтрольной Конгрессу; Рузвельт никогда не использовал данный текст.

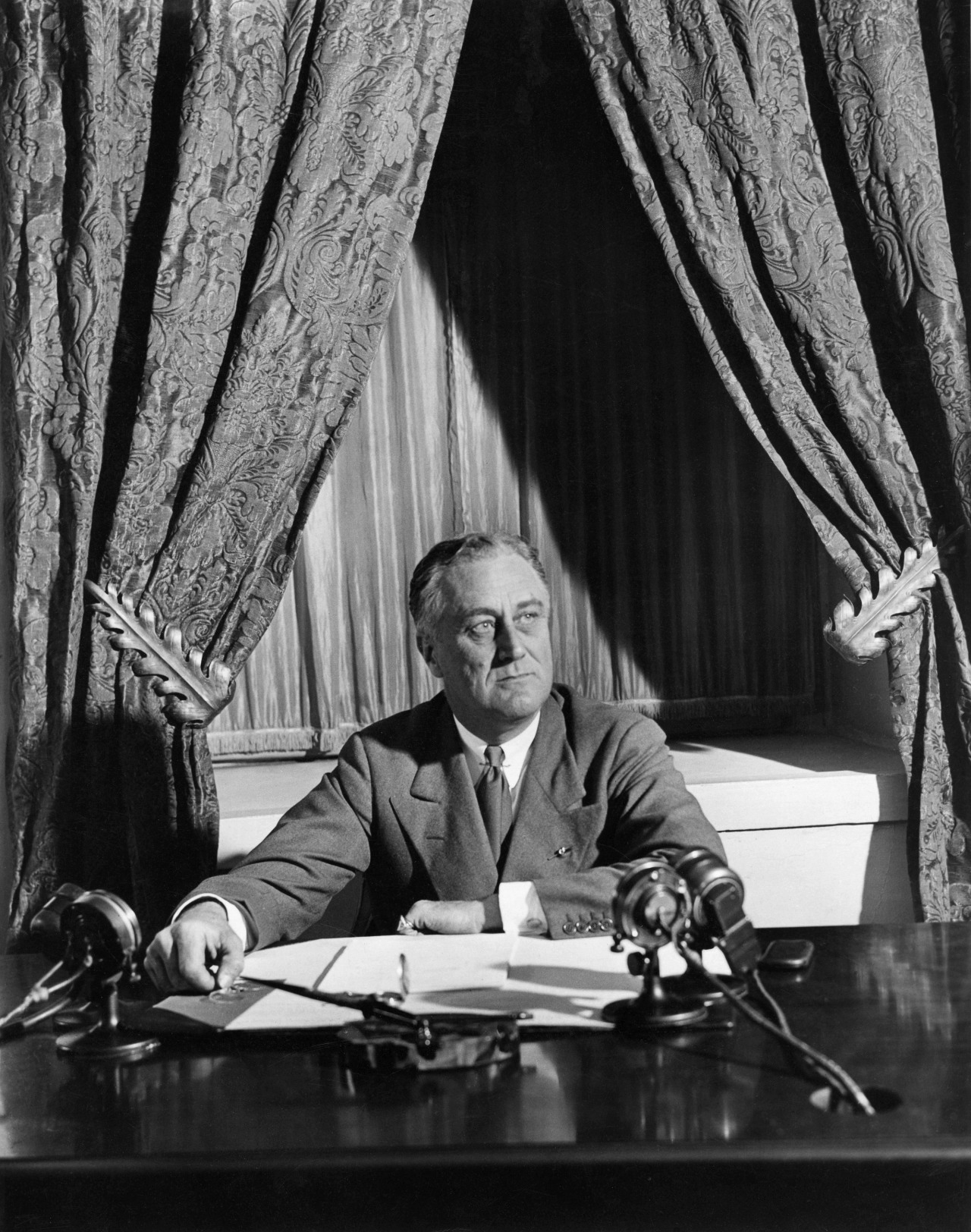
Рузвельт после своей первой «Беседы у камина» (12 марта 1933)

На следующий день Рузвельт выпустил две прокламации, одна из которых созвала Конгресс, а другая — приостановила все операции с золотом и объявляла четырехдневные общенациональные банковские каникулы; формальным юридическим основанием для этого стал закон «О торговле с врагом». Представители Гувера и Рузвельта, забыв межпартийные различия, начали сотрудничать — они пытались выработать детали экстренных мер по поддержке банковской системы, которые можно было бы представить Конгрессу. Так новый министр финансов Уильям Вудин и его предшественник, Огден Миллс, разместились в одном кабинете в здании Казначейства. В связи со спешкой законопроект, являвшийся в значительной мере «продуктом Казначейства Гувера», не успели раздать всем конгрессменам; после «дебатов», продолжавшихся 38 минут, палата его приняла. Сенат одобрил законопроект всего при семи голосах «против», а президент подписал его вечером того же дня. По мнению Моули, в результате «капитализм был спасен за 8 дней».
«Чрезвычайный закон о банках» (EBA) узаконил ранее предпринятые действия Рузвельта, предоставив президенту широкие полномочия в отношении операций с золотом и иностранной валютой. Одновременно новый закон, поддержанный частными банками, расширил полномочия RFC и совета Федеральной резервной системы. На понедельник, 13 марта, было запланировано повторное открытие банков — уже под контролем федерального правительства. В воскресный вечер Рузвельт провёл свою первую «Беседу у камина»: он объяснил «простыми словами», что было сделано в Вашингтоне, сказав своим многочисленным слушателям, что было «безопаснее хранить деньги в открывшемся банке, чем под матрасом». Рузвельт стремился успокоить нацию, используя для этого своё мастерство во владении голосом. На следующий день депозиты и золото начали возвращаться в банковскую систему — а Рузвельт стал героем, спасшим страну. Только за первую неделю пребывания в должности около 450 тысяч американцев написали письмо или отправили телеграмму новому президенту; после этого он регулярно получал от 4 до 7 тысяч писем в день. Почтовое отделение Белого дома, в котором во времена Гувера работал всего один сотрудник, было вынуждено нанять сразу 70 человек.

Письмо президенту в ответ на его беседу о банках (J. F. Bando, 13 марта 1933)

### Пресса. Сухой закон
Одной из причин использования радио было то, что Рузвельт не мог полагаться на американские газеты, большинство из которых контролировались политически консервативными редакторами и собственниками. Напрямую общаясь с публикой, без вмешательства редакций, президент надеялся установить беспрецедентный «интимный» контакт с избирателями. Первая пресс-конференция Рузвельта имела те же цели. Утром 8 марта сразу 125 репортеров собрались в Овальном кабинете, где президент объявил об изменениях в правилах, регулирующих взаимодействие с прессой. По его собственным словам, президент отныне надеялся встречаться с журналистами два раза в неделю — в часы, удобные как для утренних, так и для вечерних изданий.
Если Гувер почти год вообще не проводил пресс-конференций, то Рузвельт сразу отменил просуществовавшую 10 лет систему письменных вопросов, подававшихся журналистами заранее. С этого момента его собственные заявления начали делиться на три категории: (i) новости, которые можно будет атрибутировать как исходящие из Белого дома; (ii) «справочная информация», которую журналисты смогут использовать по своему усмотрению; (iii) «неофициальные комментарии», которые не были предназначены для публикации. Последняя категория позволила журналистам стать частью «привилегированного» круга лиц, приближенных к центру принятия решений. Присутствовавшие на встрече журналисты спонтанно разразились аплодисментами.

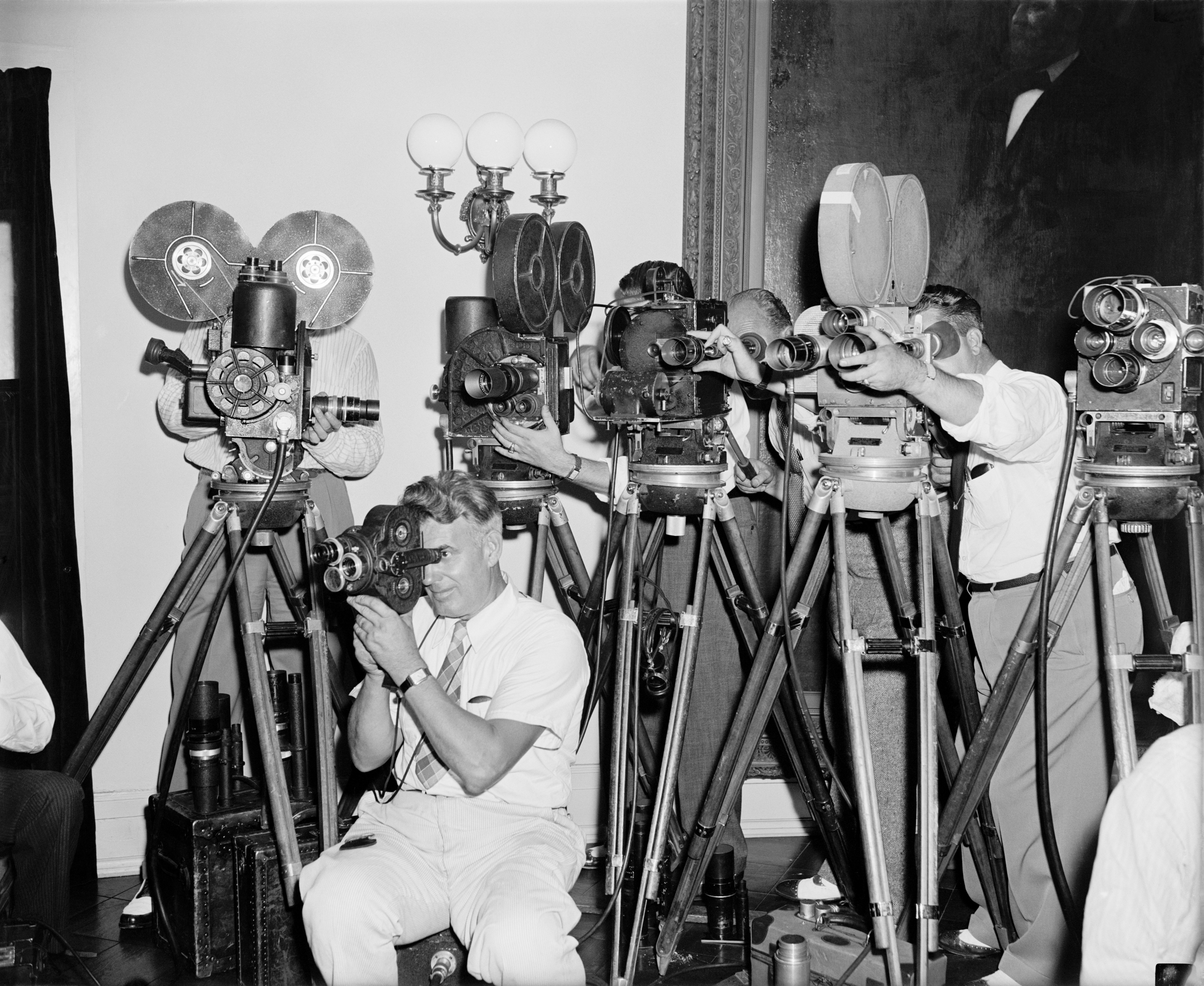
Пресса, ведущая кинохронику «Беседы у камина» (3 сентября 1939)

10 марта Рузвельт направил для утверждения в Конгресс свою вторую чрезвычайную меру: он потребовал сократить дефицит федерального бюджета на неполные 500 миллионов долларов. Мотивировав это тем, что «в течение трех долгих лет федеральное правительство находилось на пути к банкротству», президент призвал к ликвидации ряда государственных органов и к сокращению зарплат как гражданских, так и военных сотрудников правительства. Он также планировал почти на 50 % сократить выплаты ветеранам Первой мировой войны. Многие конгрессмены отказали законопроекту в поддержке — отметив, что «остатки» Бонусной Армии по-прежнему располагались рядом с Вашингтоном. В итоге 92 демократа проголосовали против инициативы — законопроект прошёл в палате только благодаря сильной поддержке консерваторов. Законопроект также быстро прошел через Сенат — во многом потому, что демократическое руководство «ловко» поставило сразу за ним популярную меру по легализации пива, что предотвратило длительные дебаты.
Рузвельт подписал «Закон об экономике» 20 марта, а через два дня — «Закон о доходах от пива и вина». Последний предполагал отмену Сухого закона в США, что стало значительной неудачей для преимущественно сельских (протестантских) сил, которые пытались законодательно запретить алкоголь. Мотивацией отмены были потенциальные бюджетные доходы за счет легализации продажи пива и некрепкого вина.

### Регулирование сельского хозяйства. Отмена золотого стандарта
16 марта Рузвельт продолжил цикл своих инициатив: он направил в Конгресс законопроект о поддержке сельского хозяйства, пояснив, что «это новый и нестандартный путь… спасения сельского хозяйства». В основе сельскохозяйственной программы лежала идея «равновесия» — «продолжающееся отсутствие адекватной покупательной способности со стороны фермеров» считалось «одной из наиболее важных причин депрессии». К тому моменту доходы сельскохозяйственного сектора — огромного и разнообразного сектора американской экономики, включавшего в себя как хлопковых плантаторов Алабамы, так и скотовладельцев Монтаны, как молочных фермеров из штата Висконсин, так и хлеборобов Дакоты — упали почти на 60 %. Президент консервативной Федерации фермерских бюро в январе предупреждал сенаторов, что, «если что-то не будет сделано для американского фермера, у нас будет революция в сельской местности в течение 12 месяцев».

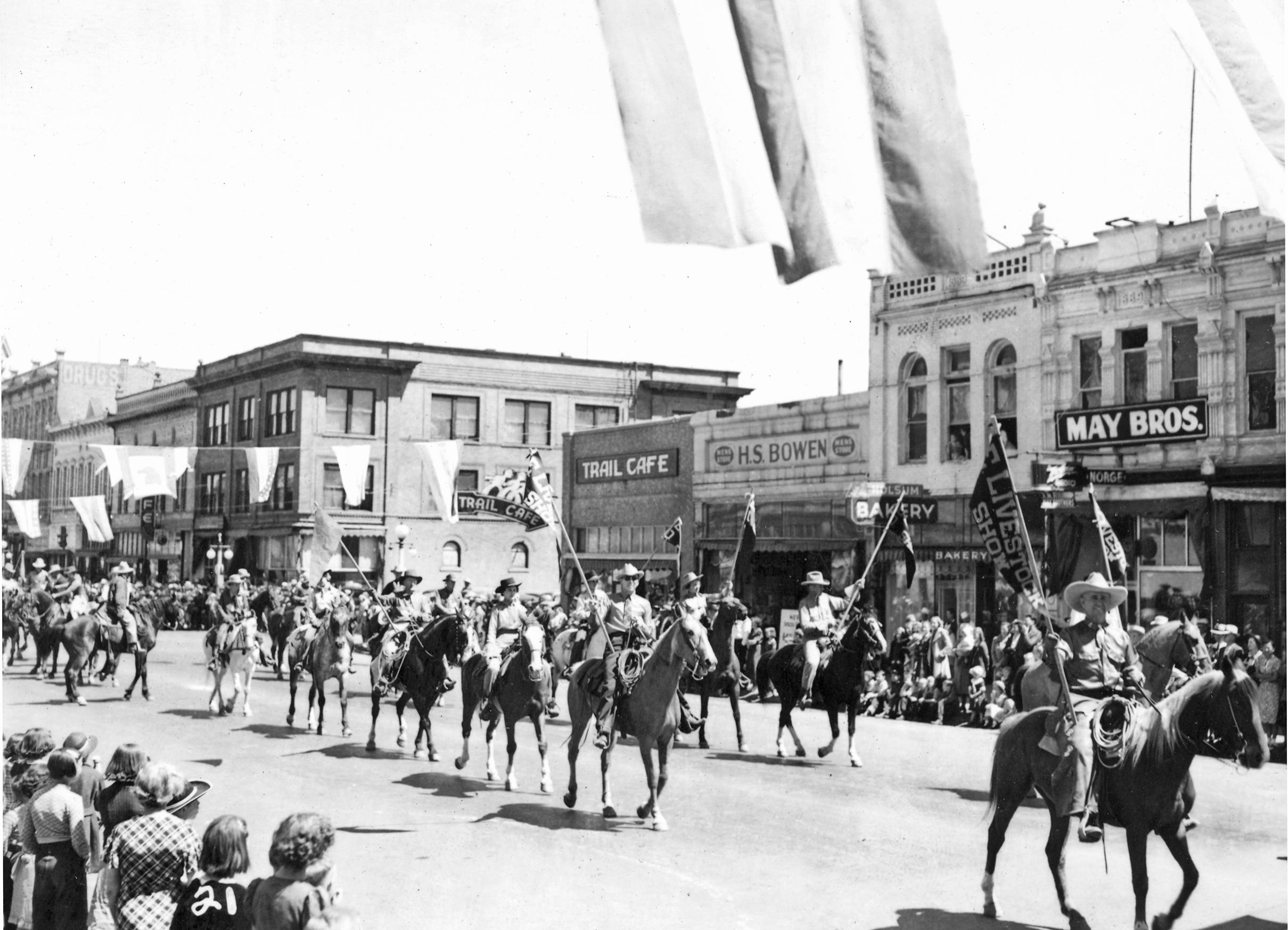
Парад ковбоев в городе Бейкер (Орегон, 1938)

Журналисты, включая авторов «New York Herald Tribune», описали проект, затрагивавший около 99 % сельхозпроизводителей США, как «широкий». Инициатива, составленная в логике проблемы перепроизводства и «национального планирования в сельском хозяйстве», предполагала не покупку у фермеров их продукции, но предотвращение самого производства. Фермерам, которые соглашались не производить определенные культуры, платили за это. Одним из главных архитекторов законопроекта о фермерских хозяйствах, составленного из нескольких конкурировавших идей — от демпинга на зарубежных рынках, до субсидирования ипотеки — выступил сам Тагвел.

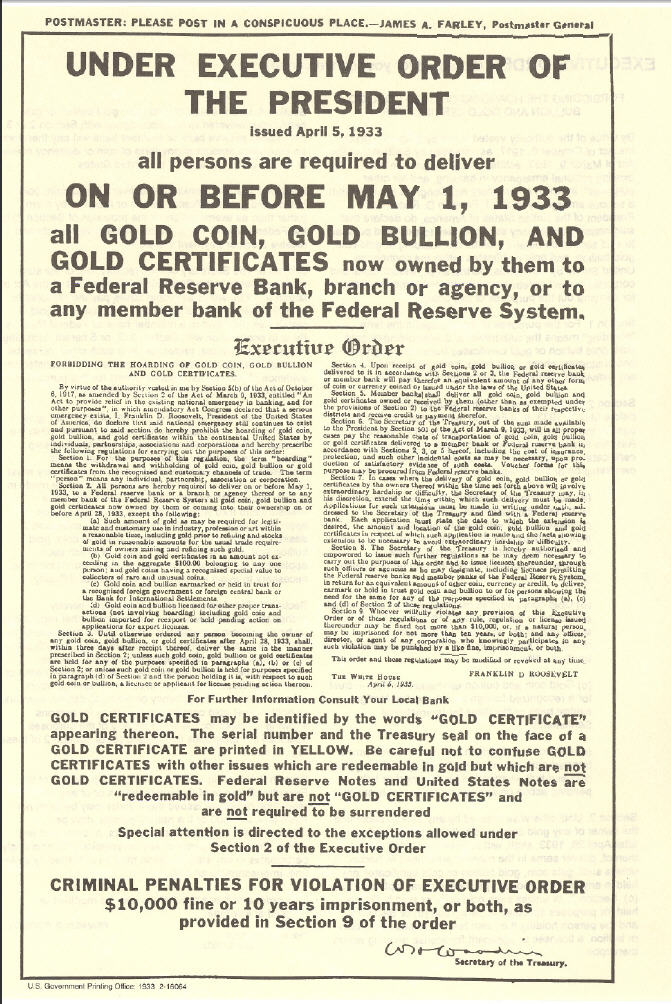
Распоряжение президента № 6102, требовавшее от граждан США сдать всё золото, находившиеся в их владении в обмен на доллары (5 апреля 1933)

Законопроект о сельском хозяйстве затронул и другую острейшую тему 1930-х годов: инфляцию. Так Рузвельт сообщил своим советникам, что «по политическим причинам» он решил не возражать против поправки к «Закону о регулировании сельского хозяйства», предложенной сенатором Элмером Томасом, которая позволяла президенту стимулировать инфляцию как путем снижения содержания золота в долларах, так и путем выпуска монет из серебра — или путем печатания до 3 миллиардов «необеспеченных» долларов. Среди экономических советников Рузвельта «развергся ад» — один из них назвал поправку «беспомощной и безответственной» и предсказал «неконтролируемую инфляцию и полный хаос». Экономист Льюис Дуглас, имевший значительное влияние на президента, назвал законопроект «совершенно порочным» и заявил о своей готовности немедленно уйти в отставку: по его словам поправка означала «конец западной цивилизации».
Реакция Рузвельта была двоякой: с одной стороны, он сообщил своим советникам, что разделяет их чувства — и просто «уступает неизбежному», дабы предотвратить ещё более масштабные принудительные инфляционные меры со стороны Конгресса. Однако, современные исследователи обращали внимание, что к тому моменту Рузвельт уже несколько месяцев «увлекался инфляционными идеями». И 19 апреля президент официально отменил в Соединенных Штатах золотой стандарт — запретил большинство поставок золота за границы страны, одновременно позволив курсу доллара значительно понизиться. 5 июня Конгресс завершил процесс, отменив «золотую оговорку» во всех государственных и частных контрактах: путь для «управляемой валюты» был открыт.
12 мая президент подписал «Закон о регулировании сельского хозяйства» — слишком поздно, чтобы предотвратить весенние посадки, которые Рузвельт надеялся предотвратить. Необходимость уничтожить четверть уже засеянных полей — и зарезать около 6 миллионов поросят — вызвала острую реакцию как со стороны фермеров, так и широкой общественности, ужаснувшихся «детоубийству свиней». А мулы, которых годами тренировали не вытаптывать ростки, попросту не были способны уничтожить новые посевы — таким образом животные «саботировали» самые «амбициозным усилия по национальному экономическому планированию в истории Америки».

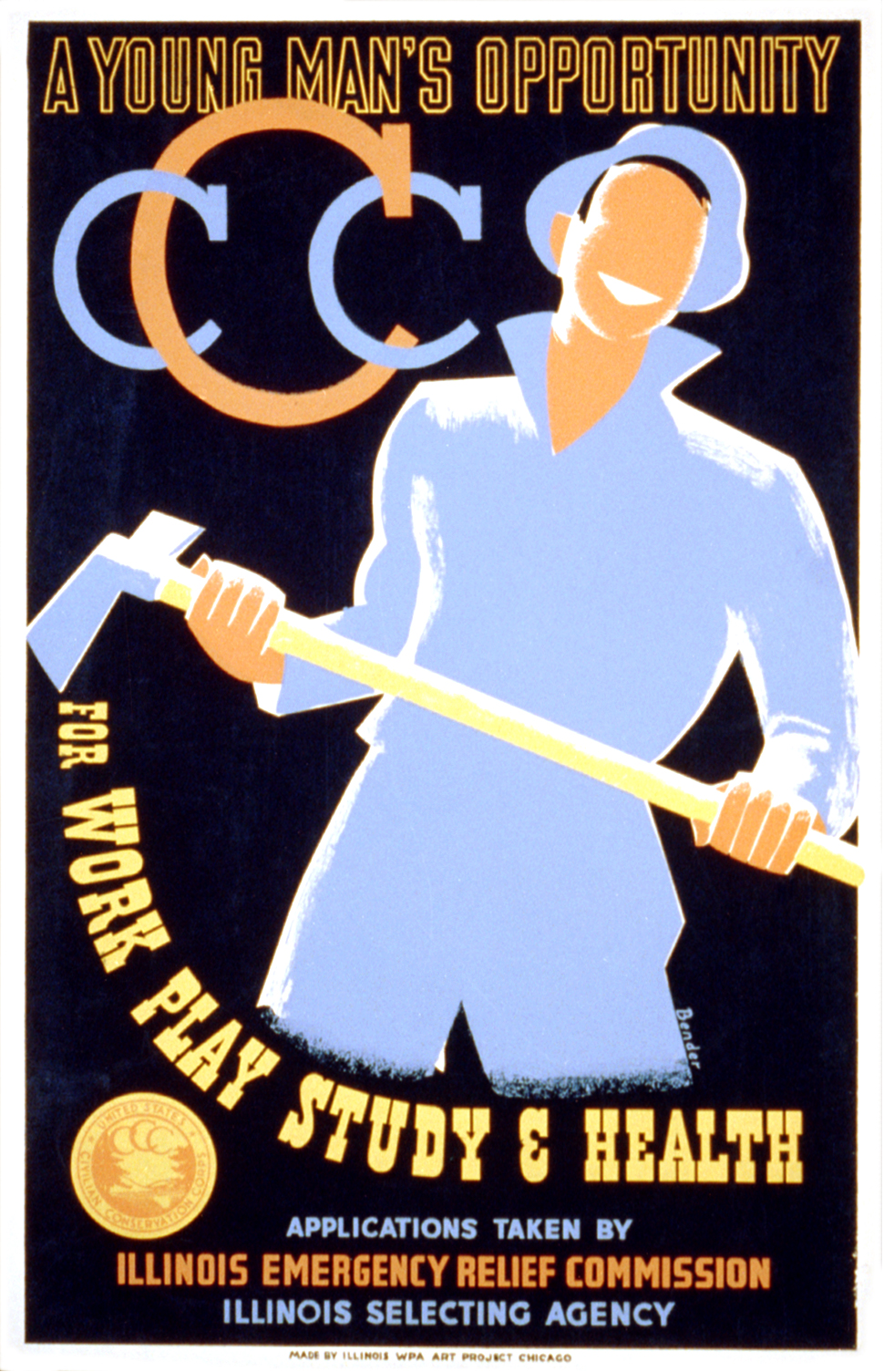
Плакат CCC, созданный «Illinois WPA Art Project» (Чикаго, ок. 1935)

### Гражданский корпус охраны окружающей среды (CCC)
21 марта Рузвельт продолжил свою законодательную деятельность: он направил в Конгресс запрос о разработке законодательства, направленного на оказание помощи безработным. В данной инициативе президент пошел заметно дальше своего предшественника, предложив Гражданскому корпусу охраны окружающей среды (CCC) нанять четверть миллиона молодых людей на проекты в области обустройства лесного хозяйства и борьбы с наводнениями. В течение следующего десятилетия корпус, прозванный «Древесной армией Рузвельта», стал одной из самых популярных «новинок» Нового курса. К тому времени, когда срок его существования истек (1942), более трех миллионов подростков и юношей поработали в нём, в основном сажая деревья. Они получали по 30 долларов в месяц — 25 из которых они должны были отправить своим семьям. Была создана и аналогичная программа для женщин, но в существенно меньшем, не общенациональном, масштабе: к марту 1936 года в таких лагерях находилось около 5000 девушек.
Создание Гражданского корпуса — как и образование FERA — представляло собой важный шаг на пути к прямому федеральному участию в оказании помощи американским безработным — то есть к тому, чему все предшествовавшие годы последовательно противился Гувер. Рузвельт, уже вводивший подобные меры на посту губернатора Нью-Йорка, воспринимал их как «социальный долг» правительства перед лицом «очевидных человеческих страданий». Иначе говоря, в начале 1930-х он не видел в них экономической составляющей (меры по поддержке покупательной способности), воспринимая такую помощь скорее как «благотворительную» и «политическую» акцию.

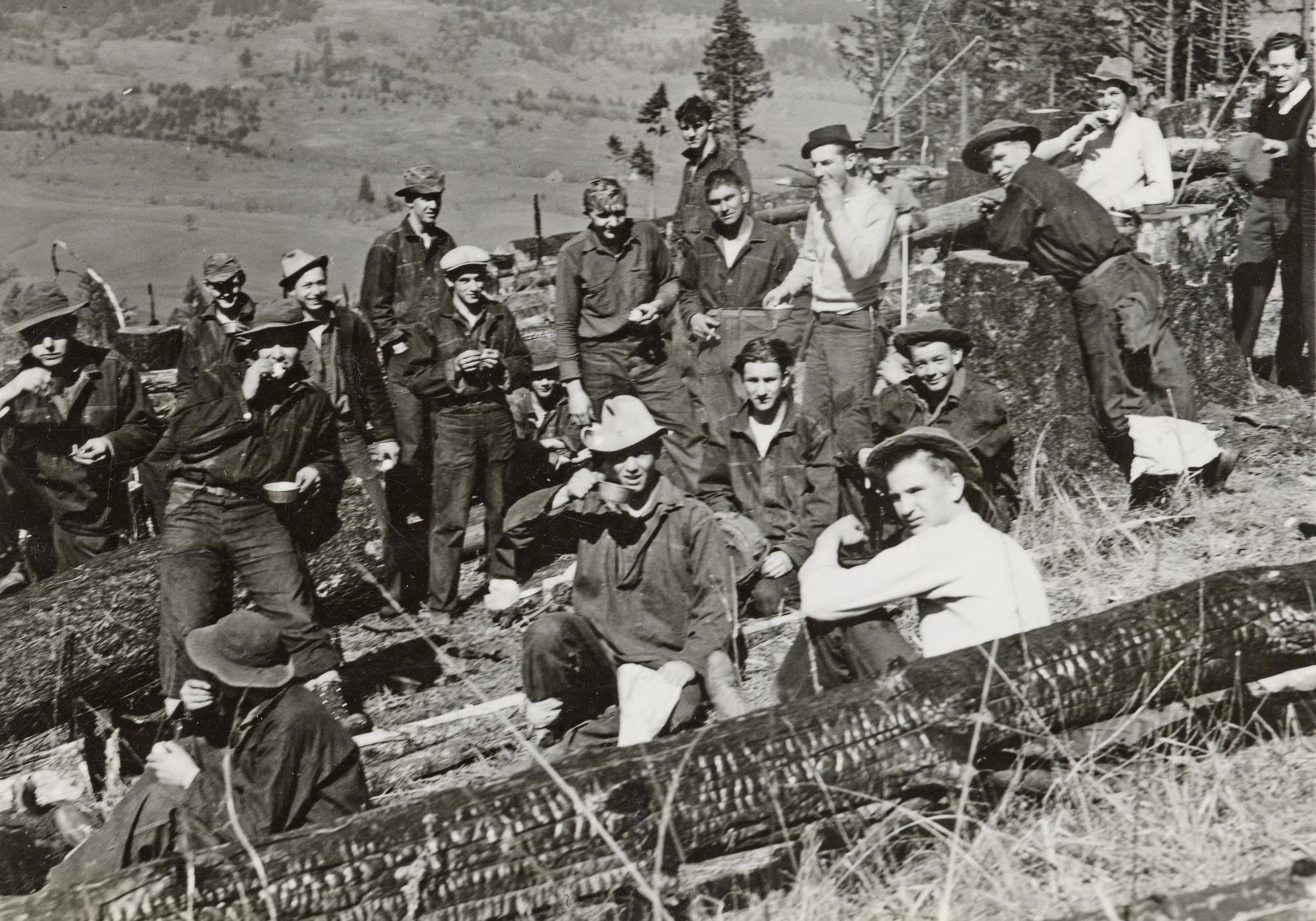
Члены CCC на склоне холма в Орегоне (1937)

Нью-йоркский опыт Рузвельта, связанный с работой рядом с огромной и коррумпированной городской «политической машиной», позволил ему оценить важность «покупки лояльности» избирателей через социальные выплаты. «Переключив» помощь безработным с муниципального уровня на федеральный, президент мог надеяться как на разрушение городских «машин», так и на лояльность получателей помощи федеральному правительству (подобную схему, но только в сфере государственных долгов, в американской истории уже использовал Александр Гамильтон). Федеральным администратором по оказанию помощи был назначен Гарри Хопкинс (Гопкинс), с которым Рузвельт работал в бытность губернатором. Хопкинс, как участник протестантского миссионерского движения «социальной проповеди», воспринимал положение американских рабочих как неприемлемое — при этом он не являлся сторонником «развития трудовой самоорганизации».
В вопросе общественных работ Рузвельт оставался настроен скептически: если «прогрессисты» в Конгрессе продолжали требовать правительственной программы строительства на сумму в 5 миллиардов долларов, то Рузвельт повторял требование Гувера — о том, что общественные работы должны быть «самоокупающимися». Рузвельт также поддержал вывод Гувера о том, что в реальности у правительства США имелись проекты стоимостью всего около 900 миллионов долларов: и, просматривая знакомые ему нью-йоркские проекты, он детально указал на необоснованность и нереалистичность большинства из предлагавшихся планов. В конце концов Рузвельт уступил политическому давлению и выделил 3,3 миллиарда долларов для свежесозданной Администрации общественных работ (PWA). Но он также и принял меры для обеспечения того, чтобы новая структура была крайне скупа в распределении данных средств.
Президент продемонстрировал и свою приверженность сохранению фискальной ортодоксии — он создал отдельный «чрезвычайный бюджет» для новых расходов. Данный бюджет предполагалось не смешивать с «регулярным бюджетом». Хотя критики открыто высмеивали подобный подход — как простую «бухгалтерскую уловку» — идея отдельного фонда скорее отражала надежду многих политиков того времени, что кризис скоро закончится.

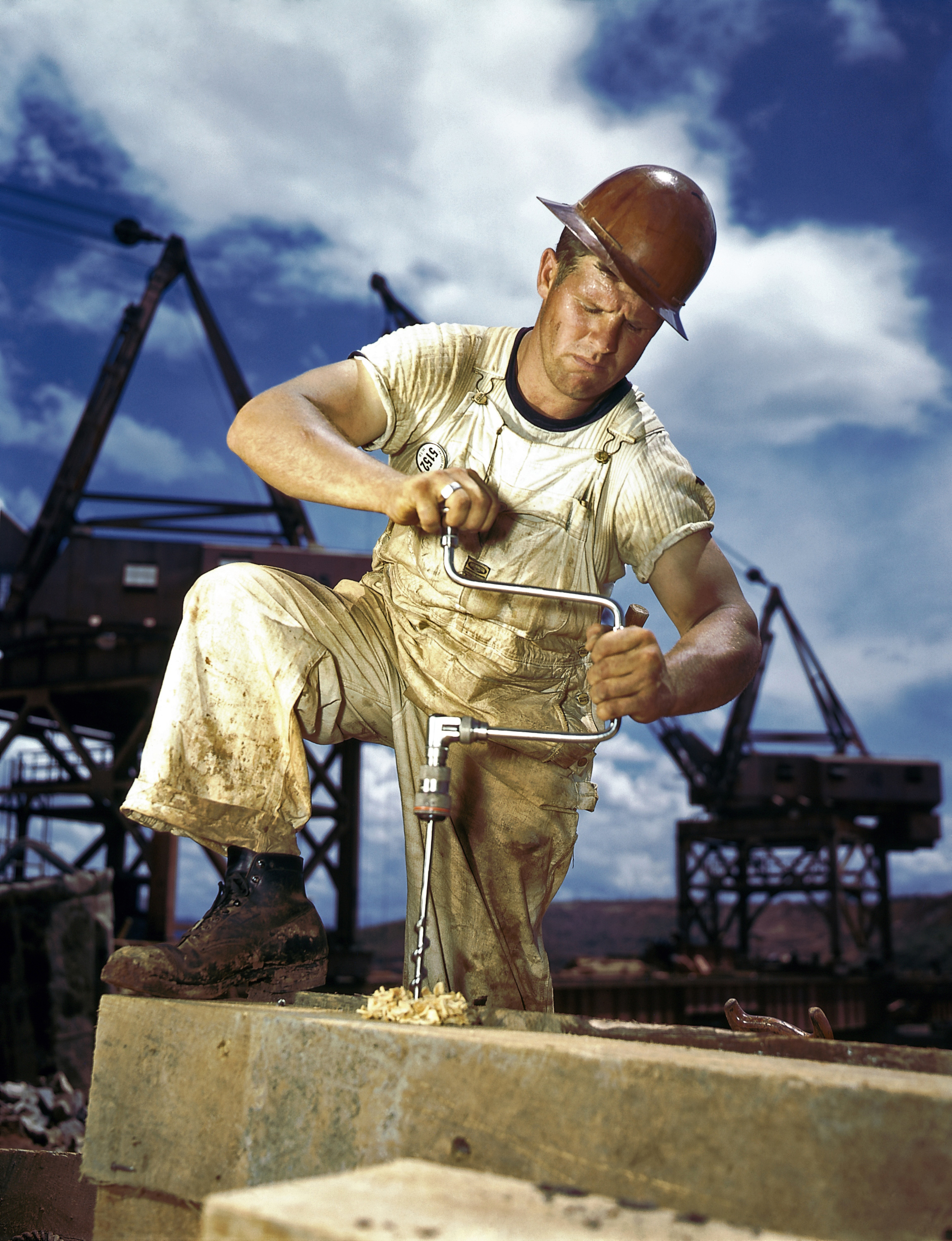
Столяр TVA в период возведения плотины Дуглас (Теннесси, июнь 1942)

### Администрация долины Теннесси (TVA)
«Упорная бережливость» Рузвельта в отношении к общественным работам заметно обострила его отношения с «прогрессистами». При этом детальное знание президентом сложных процедур, связанных с бухгалтерским учетом в области коммунальных услуг, было той редкой сферой, в которой его можно было назвать настоящим профессионалом. И в январе 1933 года он нанес неожиданный визит в штат Алабама, дабы лично увидеть один из ключевых (из числа немногочисленных) федеральных проектов, построенных к тому моменту в США — Плотину Вильсона на реке Теннесси, завершённую в 1924 году. Проект, являвшийся многолетним «яблоком политического раздора» в связи с нежеланием частных коммунальных предприятий допускать федеральную эксплуатацию данной плотины, был реализован не полностью: в обширной долине Теннесси семьи по прежнему не имели доступа к электричеству, используя керосиновые лампы для освещения и дровяные печи для приготовления пищи. Подобный контраст произвёл значительное впечатление на президента.
Уже 26 апреля Рузвельт обратился к Конгрессу с вопросом о «потенциальной общественной пользе от использования всей реки Теннесси» и с просьбой о создании государственной корпорации «Администрация долины Теннесси» (TVA), которой было бы поручено производить и распределять гидроэлектроэнергию. Кроме того TVA предполагалось наделить правами по борьбе с наводнениями, по производству удобрений, по борьбе с эрозией почвы, а также, по сохранению и развитию местных рекреационных объектов. TVA, одобренная конгрессом 18 мая, должна была стать примером для аналогичных проектов в других регионах страны. Во главе агентства оказался гидроинженер Артур Эрнест Морган, склонный к пуританству и проявлявший большой интерес к евгенике. В результате Рузвельт «набрал политически очки» среди двух предельно разных элементов американского политического ландшафта того времени: демократов-традиционалистов из южных штатов, получивших новые рабочие места в своём регионе, и республиканцев-прогрессистов, поддерживавших масштабные федеральные инвестиции в инфраструктурные объекты. Сама же TVA стала началом пути юга США от аграрного «Хлопкового пояса» в направлении индустриального «Солнечного пояса».
В мае 1935 года — во многом по примеру TVA, но с большим «уклоном в социальную инженерию» — федеральным правительством была создана Администрация по восстановлению Пуэрто-Рико (PRRA), которая уделяла внимание проблеме монокультурности экономики острова: его специализации на выращивании сахарного тростника. Диверсификация сельского хозяйства, строительство дешевого жилья и электрификация сельских районов — наряду с созданием «концентрационных лагерей для рабочих» для повышения «эффективности и нравственности» пуэрториканцев — стали ключевыми аспектами деятельности PRRA.

### «Закон о восстановлении национальной промышленности» (NIRA)
К маю 1933 года ни одна из многочисленных чрезвычайных мер не давала положительного фискального стимула экономике США: чистый эффект от сокращения бюджета и повышения налогов был явно дефляционным. Понимая это, Рузвельт начал искать средства для стимулирования промышленной деятельности. При этом представители промышленности — значительно лучше организованного сектора экономики, нежели сельское хозяйство — оказались не в состоянии договориться о том, какие шаги следует предпринять. Кроме того, советники Рузвельта также разделились на приверженцев антимонопольной традиции Брандейса и сторонников регулирующего контроля Ван Хайза. В результате 4 апреля Рузвельт и Моули решили, что пока ничего предпринимать не следует.

#### Инициатива Блэка

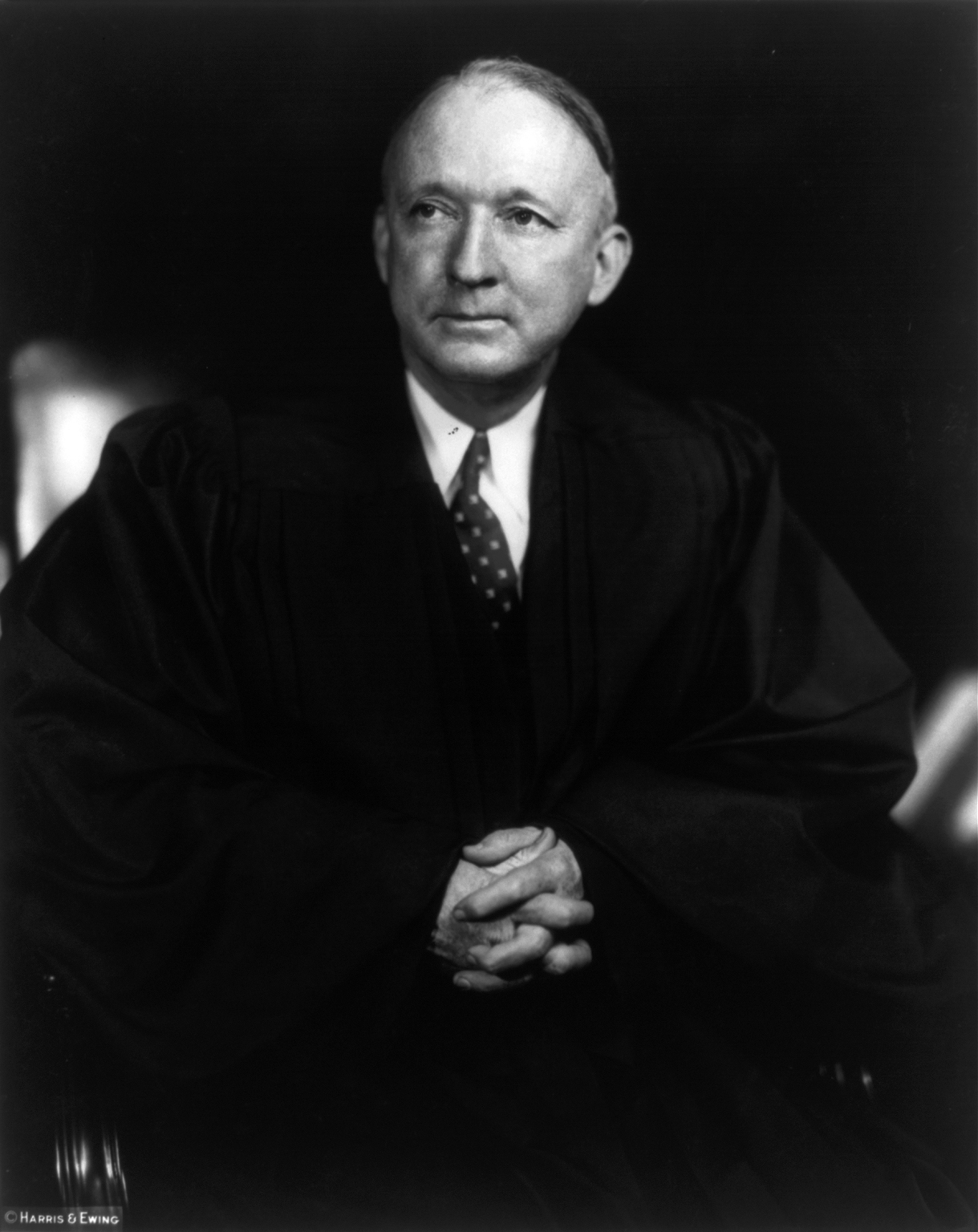
Х. Блэк в 1937 году

Решение, по сути, просуществовало два дня: 6 апреля Сенат принял «закон о тридцати часах», инициированный Хьюго Блэком. Законопроект запрещал торговлю между штатами любыми товарами, произведенными на заводах, сотрудники которых работали более 30 часов в неделю. Подобное требование означало создание в США около 6 миллионов новых рабочих мест. Рузвельт был обеспокоен решением, полагая его неконституционным (с ним был согласен и генеральный прокурор). Практическая реализуемость инициативы, особенно в сельскохозяйственных отраслях, вызывала вопросы: критики тридцатичасовой рабочей недели отмечали, что «коровы на фермах живут в другом ритме». Кроме того, сокращение рабочей недели — без условия поддержания заработной платы — могло привести к тому, что работникам просто уменьшили бы их зарплаты. А сохранение заработной платы — при добавлении 6 миллионов новых рабочих — могло уже обанкротить и без того неустойчивые американские предприятия.
Взвесив все «за» и «против», Рузвельт всё же выступил против законопроекта Блэка; но самому президенту в тот момент нечего было предложить для борьбы с безработицей. И Рузвельт поручил сразу нескольким группам, ничего не знавшим о деятельности друг друга, подготовить предложения для законопроекта о восстановлении промышленности: члены администрации «лихорадочно» работали весь апрель. После этого президент приказал сторонникам нескольких конкурирующих схем собраться в одной комнате и «не выходить оттуда, пока не будут улажены все разногласия».

#### Ответ Рузвельта: создание NRA
Результатом стало послание Рузвельта к Конгрессу от 17 мая, призывавшее к принятию «Национального закона о восстановлении промышленности» (NIRA). Инициатива включала в себя три основных элемента. Во-первых, «знаменитый Раздел 7(а)», стал прямым преемником законопроекта Блэка: пункт предусматривал федеральное регулирование максимального количества рабочих часов и, одновременно, минимальной заработной платы в различных отраслях американской промышленности. Здесь же предусматривалось и право промышленных рабочих «объединяться и вести коллективные переговоры через представителей по своему выбору» — это стало отказом от традиционного подхода федерального правительства никак не гарантировать право работников вступать в профсоюзы.

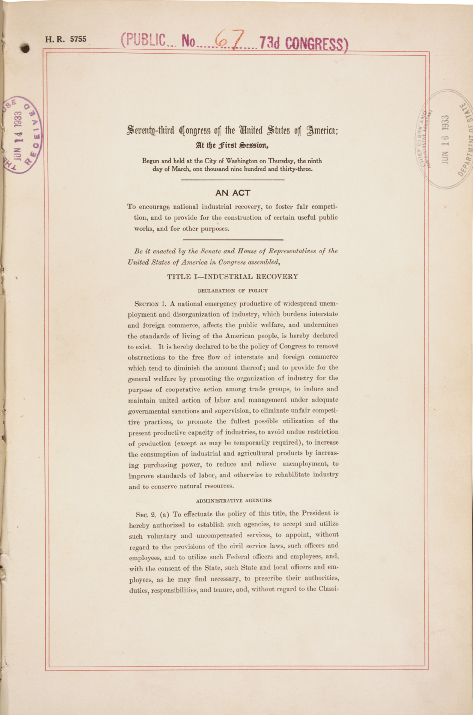
«Закон о восстановлении национальной экономики» (13 июня 1933)

Во второй части законопроект создавал «Национальное управление по восстановлению» (NRA). NRA должна была заниматься надзором за целыми отраслями промышленности и контролировать их: так цены и заработную плату предполагалось повышать одновременно, с помощью санкционированных правительством промышленных соглашений. Кроме того, антимонопольное законодательство должно было, в значительной степени, приостановиться. Объяснение, данное Рузвельтом, предполагало, что данные меры должны были «предотвратить недобросовестную конкуренцию и катастрофическое перепроизводство». В частном разговоре с Моули президент признался, что понимал, что в значительной мере отказывался таким образов от эгалитаризма и свободной экономики — но добавлял, что «если бы эта философия не оказалась уже банкротом, Герберт Гувер сидел бы на моём месте».
Третий основной компонент законопроекта создавал Администрацию общественных работ (PWA): для осуществления амбициозной программы строительства общественных зданий и сооружений. Если деятельность NRA была направлена на реформирование и регулирование американской промышленности (на «справедливое распределение доходов между трудом и капиталом»), то PWA должна была стать «двигателем» для нового роста. Понимая, что сокращение продолжительности рабочего дня, перераспределение работы и стабилизация заработной платы не смогут оказать заметного положительного экономического эффекта — и могут даже нанести дополнительный экономический ущерб совокупной покупательной способности населения — PWA должна была увеличить таковую (на 3,3 миллиарда долларов). В теории, согласованные действия трёх бюрократических структур — NRA, PWA и AAA — должны были обеспечить баланс: как между промышленностью и сельским хозяйством, так и между трудом и капиталом. По крайней мере, такова была законодательная концепция. Решающее значение для успешного применения данных принципов имело незамедлительное поступление денег в экономику — посредством быстро принятой программы общественных работ.
[NIRA была] полной мешаниной (англ. hodge-podge) из множества положений, как призванных дать стране временное экономическое стимулирование, так и положений, призванных заложить основу для долгосрочного партнерства… между бизнесом и правительством…— Моули

Строительство плотины в Орегоне (PWA, 1936)

Рузвельт по-прежнему скептически относился к мысли о том, что PWA окажется эффективным механизмом для создания новых рабочих мест. Сбалансированный бюджет также оставался важной целью президента: он призвал Конгресс к увеличению налогов на 220 миллионов долларов — суммы, достаточной для обслуживания процентных платежей по долгу правительства. Конгресс принял NIRA и 16 июня объявил перерыв в своей деятельности. В последний день созыва законодатели также приняли «Закон о банковском деле Гласса — Стиголла», введший запрет коммерческим банкам США заниматься операциями с ценными бумагами. Вопреки возражениям Рузвельта, они также приняли «Закон о страховании банковских вкладов» (FDIC), «Закон о фермерском кредите» и поддержали законопроект о железнодорожном регулировании. Подписывая многочисленные законы, поступившие с Капитолийского холма, Рузвельт назвал 16 июня «важнейшим днём» в истории США.

## Итоги первых 100 дней
Достижения периода «Ста дней Рузвельта» впечатляли последующих исследователей: первые инициативы «Нового курса» остановили банковскую панику, создали совершенно новые институты для реструктуризации национальной экономики (от финансов до сельского хозяйства), санкционировали крупнейшую программу общественных работ в истории страны и выделили миллиарды долларов федеральной помощи для безработных. Одновременно, страна «обескураженная четырьмя годами экономического опустошения», получила заряд оптимизма и надежд, центром которых стал президент. Сам Рузвельт заметно изменился: президентская присяга «внезапно превратила его из очаровательного и жизнерадостного человека в человека с динамичной агрессивностью».
Вариативность принятых мер была огромна: меры варьировались от ортодоксального сокращения бюджета до огромных расходов на общественные работы; от жесткого контроля за деятельностью финансистов с Уолл-стрит до фактической картелизации целых отраслей под надзором правительства; от преднамеренного уничтожения урожая до внимания к проблемам экологии. Рузвельт «одновременно шел во всех направлениях», что отражало его склонность к действиям и экспериментам. Моули позже писал, что для того, чтобы рассматривать данную политику как результат единого плана, «нужно было поверить, что скопление змеиных чучел, бейсбольных карточек, школьных флагов, старых теннисных туфель, инструментов плотника, учебников по геометрии и наборов юного химика» в спальни американского юноши того времени являлось продуктом деятельности профессионального дизайнера интерьеров. Инфляция — как средство от депрессии — было, по сути, единственным общим пунктом всех президентских инициатив: если в начале апреля Рузвельт назвал инфляцию «неизбежной», то в июне он уже счел её «желательной».